# Port-Noir
Le Port-Noir est un port de plaisance situé sur la rive gauche du Léman, sur la commune de Genève en Suisse. Il est accolé au port de la Nautique (également appelé Port-Noir), géré par la Société nautique de Genève, mais situé principalement sur la commune de Cologny et de capacité plus importante (1 000 places).

## Toponymie
Le nom de port noir provient d'une boutade des riverains pour décrire l'unique ponton qui servait alors de port et dont la double rangée de pilotis était recouvert de goudron,.

## Géographie
Le Port-Noir désigne initialement l'endroit où se jette le ruisseau le Traînant dans le Léman (46° 12′ 43″ N, 6° 10′ 23″ E). Le port actuel est situé dans le quartier des Eaux-Vives, dans le prolongement immédiat de la plage des Eaux-Vives. Il est délimité à l'est par le port de la Nautique qui marque l'entrée dans la commune de Cologny.

## Histoire

### Arrivée des Suisses à Genève

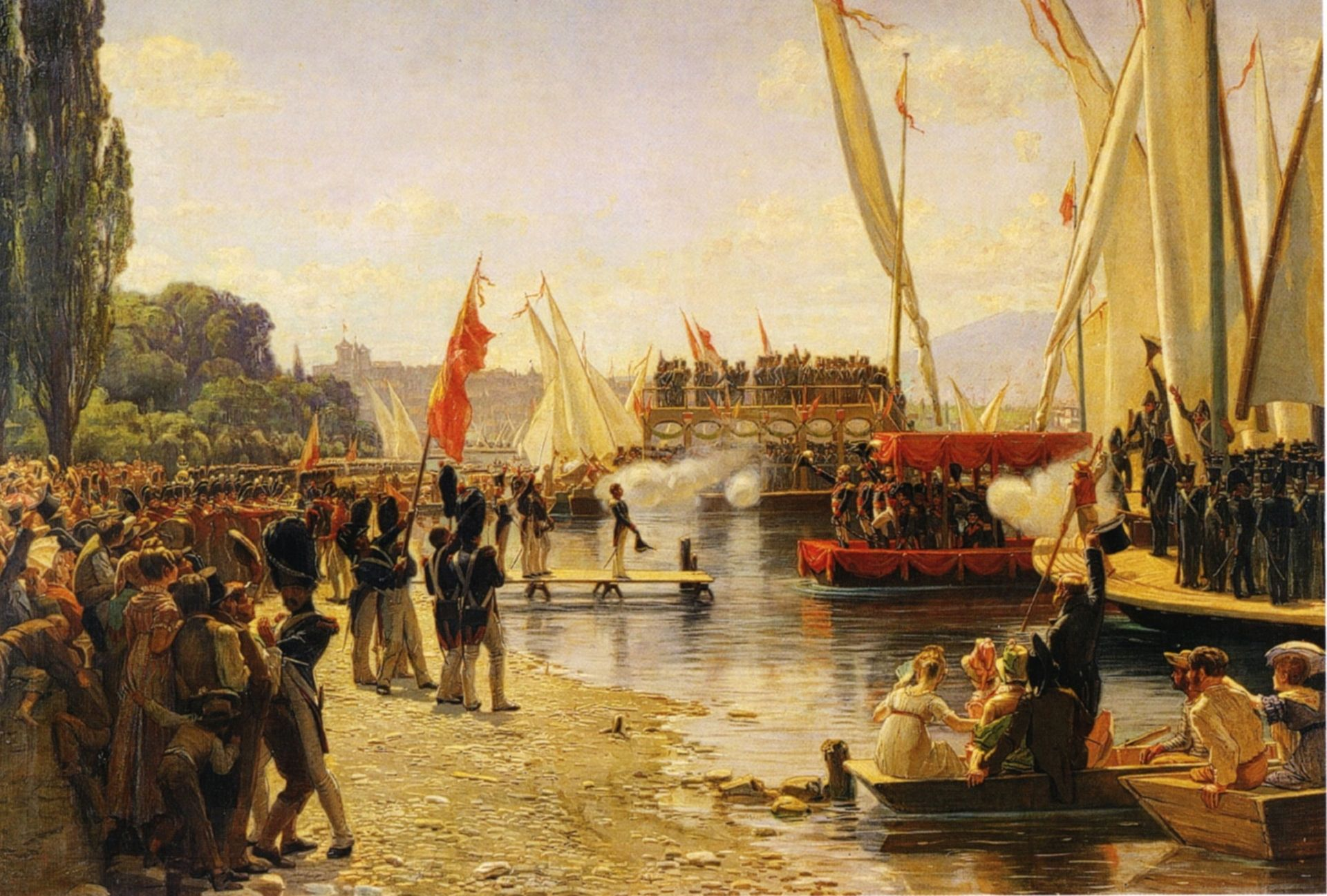
Arrivée des Suisses à Genève, 1814.

Le 1er juin 1814 au Port-Noir constitue une date historique pour le canton de Genève. Les premières troupes Confédérées constituées d'environ 300 soldats fribourgeois et soleurois débarquent au Port-Noir, situé au débouché de la rampe de Cologny. Les troupes ne pouvaient gagner Genève par la terre - par la Route suisse - car des contingents français occupaient encore certains territoires entre Nyon et Genève.
L'épisode du Port-Noir marque la libération de Genève, la fin de l'occupation française et le début du processus d'entrée de Genève dans la Confédération suisse. Celui-ci aboutira le 19 mai 1815, date à laquelle Genève devient officiellement le 22e canton suisse.

### Commémoration
Un obélisque coiffé d'une ancre a été érigé en 1864 pour le cinquantenaire, puis remplacé par une colonne à l'occasion de l'exposition nationale de 1896 par l'architecte Frédéric de Morsier, enfin entouré d'une esplanade en 1939 pour le cent vingt-cinquième anniversaire,.
Chaque 1er juin, est célébrée une cérémonie commémorative de la libération de Genève en présence des autorités politiques de la République et Canton de Genève, des Vieux-Grenadiers genevois, fribourgeois et soleurois. Les troupes confédérées invitées débarquent généralement à cette occasion depuis la Neptune.

Armoiries de Cologny.

Un odonyme local, la Rue du 1er-Juin rappelle cet événement et la colonne commémorative figure sur les armoiries de la commune de Cologny.

### Nouveau port
Le réaménagement du littoral du quartier des Eaux-Vives avec la création de la plage des Eaux-Vives s'est accompagné de la construction d'un nouveau port destiné à améliorer l'accueil des plaisanciers et des pêcheurs tout en respectant au mieux l'écosystème lacustre. Trois estacades reliées à une plateforme de 1 600 m2 dédiée à la voile légère ont été construites, ainsi qu'une maison de la pêche pour les pêcheurs professionnels. Cet agrandissement du port s'est effectuée de manière concomitante avec l'agrandissement du port de la Nautique qui a gagné 400 places et de nouvelles infrastructures. Le nouveau port est inauguré le 21 août 2020 mais les ayants droit en disposent depuis le 15 juin 2020.